# Mackellar Glacier
Mackellar Glacier är en glaciär i Antarktis. Den ligger i Östantarktis. Nya Zeeland gör anspråk på området. Mackellar Glacier ligger 679 meter över havet.
Terrängen runt Mackellar Glacier är varierad. Trakten är obefolkad. Det finns inga samhällen i närheten.